# Боа-Виста-ду-Сул
Боа-Виста-ду-Сул (порт. Boa Vista do Sul)  —  муниципалитет в Бразилии, входит в штат Риу-Гранди-ду-Сул. Составная часть мезорегиона Северо-восток штата Риу-Гранди-ду-Сул. Входит в экономико-статистический  микрорегион Кашиас-ду-Сул. Население составляет 2663 человека на 2007 год. Занимает площадь 94,349 км². Плотность населения — 30,8 чел./км².

## Статистика
- Валовой внутренний продукт на 2003 составляет 70.901.481,00 реалов (данные: Бразильский институт географии и статистики).
- Валовой внутренний продукт на душу населения на 2003 составляет 24.644,24 реалов (данные: Бразильский институт географии и статистики).
- Индекс развития человеческого потенциала на 2000 составляет 0,832 (данные: Программа развития ООН).